# Evangelista Torricelli (sommergibile 1939)
L'Evangelista Torricelli è stato un sommergibile della Regia Marina appartenente alla classe Brin.

## Storia
Al momento della consegna a Taranto il 7 maggio 1939, il comandante fu il capitano di corvetta Alessandro Michelagnoli, comandante anche della 41ª squadriglia.
All'entrata in guerra dell'Italia si trovava a Massaua (Eritrea), sul Mar Rosso, assegnato all'82ª Squadriglia Sommergibili, sin dal 29 aprile 1940.
Partì per la sua prima missione di guerra (al comando del capitano di corvetta Salvatore Pelosi, in comando dal 12 aprile 1940) il 14 giugno 1940, per rimpiazzare il sommergibile Galileo Ferraris (tornato in porto a causa di un guasto alle batterie), ed il 19 giugno si posizionò al largo di Gibuti, nel suo settore d'agguato; ricevette però ordine di spostarsi un'altra zona più a sud ma quando la raggiunse (il 21 giugno) fu attaccato e danneggiato da cacciatorpediniere britannici (forse informati dei movimenti del sommergibile da documenti o cifrari rinvenuti sul catturato sommergibile Galileo Galilei).
Visti i danni, si decise di tornare alla base; ma durante il viaggio, il 23 giugno, il Torricelli fu attaccato con bombe di profondità dalla cannoniera HMS Shoreham nei pressi dello stretto di Bab el-Mandeb.
In base ai rilevamenti dell'idrofono il comandante Pelosi ritenne che la nave avesse abbandonato la caccia per rientrare a Perim e decise dunque di emergere per allontanarsi alla massima velocità, ma poco dopo l'emersione del sommergibile la Shoreham invertì la rotta e accorsero sul posto anche la cannoniera Indo ed i cacciatorpediniere HMS Kandahar, HMS Kingston e HMS Khartoum.
Il Torricelli fu circondato ma le navi inglesi, invece di distruggerlo immediatamente come avrebbero potuto fare, cercarono di catturarlo: il sommergibile ebbe così modo di reagire ed iniziò un combattimento di circa 40 minuti nel quale la Shoreham fu seriamente danneggiata (e si allontanò assistita dall’Indo) ed il Khartoum ebbe gravi danni a causa dell'esplosione di uno dei suoi siluri.Secondo alcune fonti italiane, l’esplosione fu provocata da una scheggia di un proiettile sparato dal Torricelli, mentre le fonti britanniche attribuiscono l’incidente all’usura dell’arma  . Il cacciatorpediniere fu fatto arenare su un basso fondale a causa per i danni riportati. Tuttavia Il libro dell'U.S.M.M. "Operazioni in Africa Orientale" attribuisce l'esplosione del serbatoio d'aria del siluro ai danni provocati da una scheggia di una granata Torricelli; nel libro "Che cosa faceva la Marina?" pubblicato nell'immediato dopoguerra da Marc'Antonio Bragadin si affermava che uno degli ultimi colpi sparati da Torricelli aveva colpito la H.M.S. Khartoum alle sei del mattino del 23 giugno, e che una delle sue schegge aveva provocato l'esplosione del siluro. Anche alcune fonti britanniche ( "The Admiralty Regrets: British Warship Losses of the 20th Century" di Paul Kemp, parla di un colpo da 100 mm che avrebbe colpito vicino al complesso di tubi lanciasiluri di poppa, provocando lo scoppio del serbatoio d'aria di un siluro con le sue schegge; così come "British Fleet Destroyers AFRIDI to NIZAM 1937-43" di John English), danno credito a questa versione, secondo la quale la perdita di H.M.S. Khartoum fu quindi causata dalla battaglia con Torricelli.
Il sommergibile fu poi centrato da un proiettile da 120 mm a prua, e contemporaneamente il timone smise di funzionare: a quel punto Pelosi, vedendo peraltro che le navi inglesi stavano per abbordare il sommergibile, ne ordinò l'autoaffondamento; il Torricelli s'inabissò poco dopo mentre l'equipaggio (tranne un sottufficiale, un sottocapo e 5 marinai, caduti nel combattimento. Altri due morirono in India in un campo di prigionia.) venne catturato dagli inglesi (Salvatore Pelosi, che era stato salvato dall'equipaggio contro la propria volontà, fu decorato con Medaglia d'oro al valor militare).